# Landkreis Miltenberg
Landkreis Miltenberg är ett distrikt (Landkreis) i Unterfranken i det tyska förbundslandet Bayern. Huvudorten är Miltenberg. Distriktet ligger i Planungsregion Bayerischer Untermain.

## Beskrivning
Distriktet har andel av bergstrakterna Odenwald och Spessart. De skiljs här av floden Mains dalgång. Högsta toppen är Querberg som ligger 567 meter över havet.
Järnvägslinjen längs Main påbörjades 1876. Under 1900-talet fanns dessutom några tvärgående järnvägslinjer men de är numera inställd eller har bara godstrafiken kvar.